# Ventrue
El  Ventrue es un clan en el juego de rol Vampiro: la mascarada pertenecientes a la Camarilla.
Es uno de los trece clanes originarios de la Segunda Ciudad. Siempre se han considerado los líderes naturales de la sociedad vampírica haciendo respetar las Tradiciones y decidiendo el destino de los no muertos. Esta posición les ha otorgado respeto y desprecio. Fueron los principales poderes tras las sombras del Imperio Romano, se unieron a la aristocracia feudal y su apoyo fue determinante para la fundación de la Camarilla. De hecho, la mayoría de los Príncipes de la secta proceden de este clan. Su símbolo es un cetro.

## Historia
Los ventrues son los dirigentes, líderes y políticos principales de la Camarilla, algunas veces conocidos como los del clan monárquico. En la antigua Roma, fueron generales y señores de la guerra del imperio, y en la edad Oscura, fueron caballeros y barones, liderando cruzadas y conquistas. En los tiempos que corren los Ventrue aún conservan grandes ambiciones y se ven a sí mismos como conquistadores, pero las formas han cambiado, las cortes y las empresas reemplazaron a los reinos y las tropas de combate. Sus objetivos a la hora del abrazo, convertir a otro vampiro, siempre han sido personas en posiciones de poder, pudiendo ser de la aristocracia o gerentes de importantes compañías. Los Ventrue se perciben a sí mismos como el más poderoso de los clanes vampíricos gracias a sus riquezas, a sus influencias sociales y a sus poderes sobre los sentimientos y pensamientos de los mortales. El clan es por regla un clan conservador tanto en sus acciones como en sus costumbres. Los Ventrue tienen su propio código, casi inviolable, de la etiqueta. Los ancianos del clan han sido conocidos por castigar violaciones de estas reglas no escritas con mayor ferocidad y determinación que las Tradiciones de la Camarilla.
La afirmación de que gobernar es el deber y la carga de todo Ventrue, está interconectada con su destino, ya que esta fue dada por el mismo Caín (si alguna vez existió). La realidad es que su excesivo orgullo y la ambición que ostentan parecen explicaciones más convenientes en cuanto a los por qué se esfuerzan por expandir su ya gran influencia y hacen valer sus derechos sobre los demás Vástagos. Tienden a ser políticos, empresarios, militares, señores del crimen, miembros importantes de las religiones de gran alcance, sectas y cultos.
Por otro lado, y en respuesta a los que perciben como una degeneración de las raíces del noble clan, un segmento más pequeño del clan ha renunciado a sus vínculos con la Camarilla para unirse al Sabbat como antitribu. Creen que la codicia ha descarrilado al clan desviándolo de su gloria anterior, por lo que su búsqueda es por un poder militar y una despótica justicia sobre los demás Vástagos para restablecer lo que ellos creen que es el orden correcto. Los Ventrue Camarilla suelen ver a sus primos antitribu como idealistas condenados al fracaso. Ambos, Ventrue antitribu y Ventrue, se refieren a sí mismos como los únicos «verdaderos» y dignos herederos del nombre del clan.

## Particularidades
En comparación con los otros clanes vampíricos, los Ventrue son especialmente particulares debido a la sangre que beben. De hecho, cualquier Ventrue sólo puede beber la sangre de un tipo específico de mortal, o de los mortales en un tipo específico de circunstancias. Algunos sólo pueden acechar a un grupo étnico determinado, mientras que otros sólo pueden alimentarse de los humanos de una determinada ocupación o incluso religión. Algunos Ventrue sólo pueden encontrar nutrientes de la sangre que transporta características más enrarecidas como la ira, el miedo o la inocencia. Independientemente del tipo de sangre que el Ventrue requiera, otro tipo de sangre será regurgitada. No obstante esto, pueden alimentarse de otros Vástagos sin ninguna restricción. Los Ventrue prefieren ver esta desventaja como una cuestión de gustos refinados. Por supuesto, aún con todo su poder, muchos Ventrue pasan hambre.

## Disciplinas
- Dominación: pueden influir en las mentes y actos ajenos, imponiendo su voluntad sobre la de sus víctimas. Sin embargo, el grado de poder está limitado por la Generación de quien la utiliza y la voluntad del objetivo.[3]
- Fortaleza: proporciona una resistencia y aguante sobrenatural, incluso admitiendo hasta cierto punto amenazas contra las que otros vampiros carecen de defensa, como el fuego y la luz del sol.[4]
- Presencia: permite influir de forma sobrenatural en las emociones, pudiendo ser utilizada sobre grupos enteros, independientemente de su raza, sexo u origen social, otorgando a los vampiros un aura mística indescriptible. Sin embargo, los sentimientos inducidos no permiten controlar la reacción de los objetivos.[5]

## Ventrues notables
- Hardestadt, Ancestro del Clan Ventrue
- Jan Pieterzoon, Hijo de Hardestadt el Joven, Martillo del Concilio Interior
- Lucinde, Justicar del Clan Ventrue.
- Lewis Colburn, Archon, prominente miembro del movimiento Federalista
- Dominique, Antitribu, prominente miembro del Sabbat
- Bruce de Guy, Antitribu, Cardenal de Sudamérica que firmó el Código de Milán[6]
- Aztro, máximo líder de los Ventrue, recaptador de hímenes
- Nefer-Meri-Issis, hermana de Veddartha e hija de la Antidiluviana Ventru, Matriarca de La Camarilla.
- Galius-Josmar Corvinus Ventrue, Príncipe General De Los Corvinus.